# Bellardia
Bellardia is een geslacht van insecten uit de familie van de Bromvliegen (Calliphoridae), die tot de orde tweevleugeligen (Diptera) behoort.

## Soorten
- B. bayeri (Jacentkovsky, 1937)
- B. brevistylata (Villeneuve, 1926)
- B. corsicana (Villeneuve, 1911)
- B. grunini Schumann, 1974
- B. kisha (Grunin, 1970)
- B. obsoleta (Meigen, 1824)
- B. pandia (Walker, 1849)
- B. polita (Mik, 1884)
- B. pruinosa (Enderlein, 1933)
- B. pubicornis (Zetterstedt, 1838)
- B. siciliensis (Villeneuve, 1926)
- B. stricta (Villeneuve, 1926)
- B. tatrica (Enderlein, 1933)
- B. vespillo (Fabricius, 1794)
- B. viarum (Robineau-Desvoidy, 1830)
- B. vulgaris (Robineau-Desvoidy, 1830)